# NGC 4343
NGC 4343 este o galaxie activă situată în constelația Fecioara. A fost descoperită în 1784 de către William Herschel. Se află la o distanță de 24,55 de megaparseci de Pământ.